# Giuseppe Tambroni
Giuseppe Tambroni (Bologna, 8 settembre 1773 – Roma, 22 gennaio 1824) è stato un archeologo, critico d'arte e diplomatico italiano, al servizio del Regno d'Italia napoleonico.

## Biografia
Di umile famiglia originaria di Castione de' Baratti nel Parmense, Giuseppe Tambroni, fratello della celebre ellenista Clotilde, a venti anni, nel 1793, venne nominato dal senato bolognese archivista paleografo della città.
Nel 1797, entusiasta delle idee francesi, si recò a Milano, diventando ambasciatore; dal 1799 dovette invece ritirarsi in Francia, a Chambéry, dove si sposò.
Tornò a Milano nel 1805, come addetto del ministero degli affari esteri del Regno d'Italia, mentre nel 1807 fu chiamato dal principe Eugenio a lavorare per la determinazione dei confini tra l'Italia e l'Austria. Dal 1809 venne nominato prima console a Livorno, poi a Civitavecchia, con la possibilità di risiedere nella città eterna, dove ebbe occasione di conoscere e di ospitare Antonio Canova.
Sotto la supervisione di quest'ultimo diresse l'Accademia del Regno italico a Palazzetto Venezia, un istituto per la formazione artistica di stampo napoleonico il cui metodo didattico si ispirava all'Accademia dei Pensieri ideata da Felice Giani. L'accademia, a vocazione nazionale, aveva l'obiettivo di accogliere e formare gli studenti più brillanti delle tre accademie di Milano, Bologna e Venezia.
Dal 1814, spogliato di tutti gli incarichi pubblici, si occupò di cultura, fondando il Giornale arcadico, dove pubblicò numerosi articoli sulle belle arti e dalle colonne del quale tentò, invano, di realizzare un'accademia per i giovani artisti del Regno Lombardo-Veneto.
Si occupò di topografia antica e di archeologia, compiendo ricerche e scavi, in particolare, nella Campagna romana. Il suo nome è legato, maggiormente, alla scoperta e alla prima pubblicazione del Trattato della pittura di Cennino Cennini e di una biografia di Antonio Canova.
Fu socio onorario di diverse Accademie italiane e straniere.

## Opere
- Compendio delle istorie di Polonia, 2 voll., Stamp. Destefanis, Milano 1807-1808.
- Descrizione dei dipinti a buon fresco eseguiti in una galleria del palazzo del sig. duca di Bracciano in Roma dal signor Pelagio Palagi accademico di S. Luca, Stamp. De Romanis, Roma 1816.
- Intorno alle urne cinerarie dissotterrate nel pascolare di Castel Gandolfo. Lettera al chiarissimo sig. abate Missirini, Stamp. De Romanis, Roma 1817.
- Di Cennino Cennini. Trattato della pittura, Tip. Salviucci, Roma 1821.
- Intorno la vita di Antonio Canova, Tip. Salviucci, Roma 1823.
- Intorno alcuni edificii ora riconosciuti dell'antica città di Boville. Lettera al ch. Signor Pietro De Lama direttore dell'Imperiale e Regio Museo d'antichità in Parma, Tip. Salviucci, Roma 1823.
- Rime postume inedite, Tip. Cortesi, Macerata 1832.